# Bara med Bruno
Bara med Bruno var ett TV-program som sändes i SVT1 hösten 1997. Bruno Mårtensson, alias Peter Settman, bjuder på glad pratshowsatir med kända gäster, musik och skratt. I varje program får en äkta kändis berätta om sitt eget liv, och nästan allt som sägs är sant. Fast ibland är det inte säkert...

## Avsnitt
- 30 oktober 1997 Kvällens gäst: Christer Sandelin (Seriestart)
- 6 november 1997 Kvällens gäst: Richard Herrey
- 13 november 1997 Kvällens gäst: Annika Jankell
- 20 november 1997 Kvällens gäst: Brasse Brännström
- 27 november 1997 Kvällens gäst: Jessica Zandén
- 4 december 1997 Kvällens gäst: Göran Zachrisson
- 11 december 1997 Kvällens gäst: Malin Ewerlöf
- 18 december 1997 Kvällens gäst: Pontus Gårdinger